# بيرعزيز
بيرعزيز (بالفارسية: پیرعزیز) هي منطقة سكنية تقع في تشارواماق الشرقية الريفية في إيران. يقدر عدد سكانها بـ 31 نسمة .